# José Francisco Cevallos
José Francisco Cevallos Villavicencio (Ancón, 17 de abril de 1971) é um ex-futebolista, político e dirigente esportivo equatoriano que atuava como goleiro.

## Carreira
Após jogar nas categorias de base do Molinera e pelas equipes dos colégios San Antonio y Velasco Ibarra, foi descoberto pelo técnico paraguaio Ermedio Ferreira, que o ajudou em sua formação como goleiro. Em 1990, foi para o Barcelona de Guayaquil, inicialmente como terceira opção para o gol e eventualmente atuando como reserva imediato de Carlos Luis Morales. Foi nesta situação que obteve o vice-campeonato da Copa Libertadores, vencida pelo Olimpia.
Em 1992, com a lesão de Morales e a ausência de Víctor Mendoza, Ceballos teve papel decisivo na campanha dos Toreros até a semifinal da Libertadores daquele ano, se destacando na decisão por pênaltis contra o Cerro Porteño. O goleiro seguiu no Barcelona até 2006, tendo atuado em mais de 400 partidas (380 foram pela primeira divisão equatoriana) - em 2005, foi emprestado ao Once Caldas, onde jogou apenas 11 vezes.
Após deixar o Barcelona ao final da temporada, foi contratado pelo Deportivo Azogues, contrariando as expectativas sobre uma possível aposentadoria. Suas atuações pelo clube fizeram com que voltasse a ser considerado um dos melhores goleiros do futebol equatoriano, mas Cevallos deixou o Azogues  em decorrência de problemas familiares. Ele assinaria em seguida com a LDU de Quito, onde se consagraria ao vencer a Copa Libertadores de 2008 (pegou 3 pênaltis na grande final contra o Fluminense, em pleno Maracanã), a Recopa Sul-Americana em 2009 e 2010 e a Copa Sul-Americana de 2009. As atuações de Cevallos na Libertadores renderam o prêmio de melhor goleiro da América do Sul e o sexto melhor atleta da posição no futebol mundial em 2008. Inicialmente contratado por apenas uma temporada, estendeu seu vínculo com a LDU até 2011, quando anunciou sua aposentadoria aos 40 anos.

## Carreira internacional
Tendo feito sua estreia pela Seleção Equatoriana em setembro de 1994 contra o Peru, Cevallos disputou 4 edições da Copa América, a Copa Ouro da CONCACAF e a Copa do Mundo de 2002, a primeira disputada pelo país. Mesmo com a eliminação na fase de grupos, as atuações do goleiro na competição foram destaque na campanha equatoriana, rendendo a ele o apelido de Las Manos del Ecuador.
Especulava-se a convocação para a Copa de 2006, desta vez como terceira opção - Edwin Villafuerte seria o titular e Cristian Mora, o reserva imediato. Mas o técnico Luis Fernando Suárez optou por Damián Lanza para a vaga, e Cevallos voltaria a vestir a camisa da seleção apenas em 2008, credenciado por seu desempenho na LDU. Seu último jogo foi em setembro de 2009, na derrota por 2 a 0 para a Colômbia, pelas eliminatórias da Copa de 2010, onde o Equador não conseguiu a classificação.

## Vida política
Em 23 de maio de 2011, 5 dias após deixar os gramados, Cevallos foi nomeado Ministro dos Esportes pelo presidente Rafael Correa, exercendo o cargo por 2 anos.
Foi também presidente do Barcelona de Guayaquil entre outubro de 2015 e dezembro de 2019 - os 2 últimos anos de sua gestão foram em paralelo com o mandato de governador da província de Guaias, exercido entre maio de 2017 e agosto de 2018.

## Vida pessoal
Casado com Rosa Enríquez, é pai de José Francisco Jr. e Gabriel Cevallos e tio de Xavier Cevallos, que também seguem carreira futebolística (o primeiro atua como meia-atacante). Seu irmão mais velho, Alex Cevallos, disputou a Copa América de 1997 e foi também seu reserva na competição.

## Títulos
Barcelona de Guayaquil
- Campeonato Equatoriano: 1991, 1995, 1997

LDU Quito
- Campeonato Equatoriano: 2010
- Copa Libertadores da América: 2008
- Recopa Sul-Americana: 2009, 2010
- Copa Sul-Americana: 2009

## Reconhecimentos
- Nomeado doutor honoris causa em 2017 pelo Instituto Mexicano de Líderes de Excelência (IMELE)[12][13]